# The Frank Zappa AAAFNRAA Birthday Bundle
The Frank Zappa AAAFNRAA Birthday Bundle je album Franka Zappy, které bylo ke stažení na iTunes od 15. prosince 2006. Skládá se z pěti dosud nevydaných skladeb.

## Seznam skladeb
1. Tryin' to Grow a Chin (Live '76) by Frank Zappa (4:50) – Sydney, Australia 1-20-76
2. Dead Girls of London (Live '79) by Frank Zappa (2:22) – Odeon Hammersmith, London 2-79
  - Words by Frank Zappa/Music by L. Shankar.
3. You Are What You Is (Live '80) (4:14) by Frank Zappa – 12-11-80, Santa Monica Civic Auditorium
4. Bamboozled by Love (Live '88) (5:41) by Frank Zappa – 5-8-88, Wien, Austria
5. Fine Girl (Remix) (3:33) by Frank Zappa – 8-20-86 UMRK Remix by FZ with Bob Stone
6. Girlie Woman by Diva Zappa (2:31)
  - Texty Diva & Dweezil Zappa/Hudba Dweezil Zappa.
7. When the Ball Drops by Diva Zappa (3:53)
  - Texty Diva Zappa/Hudba Diva & Dweezil Zappa.
8. Bring It Back by Ahmet Zappa (5:21)
  - Ahmet Zappa & Jason Nesmith.
9. Feel How I Need You by Ahmet Zappa (2:54)
  - Ahmet Zappa & Jason Nesmith.
10. Rhythmatist by Dweezil Zappa (4:13)
11. Everyone is Going Mad by Moon Zappa & Jellybird (4:07)
  - Paul Doucette & Moon Zappa.